# هوایی آبی
هوایی آبی (به انگلیسی: Force Blue) یک کشتی است که طول آن ۶۳٫۲۳ متر (۲۰۷٫۴ فوت) می‌باشد. این کشتی در سال ۲۰۰۲ ساخته شد.